# Ударна хвиля

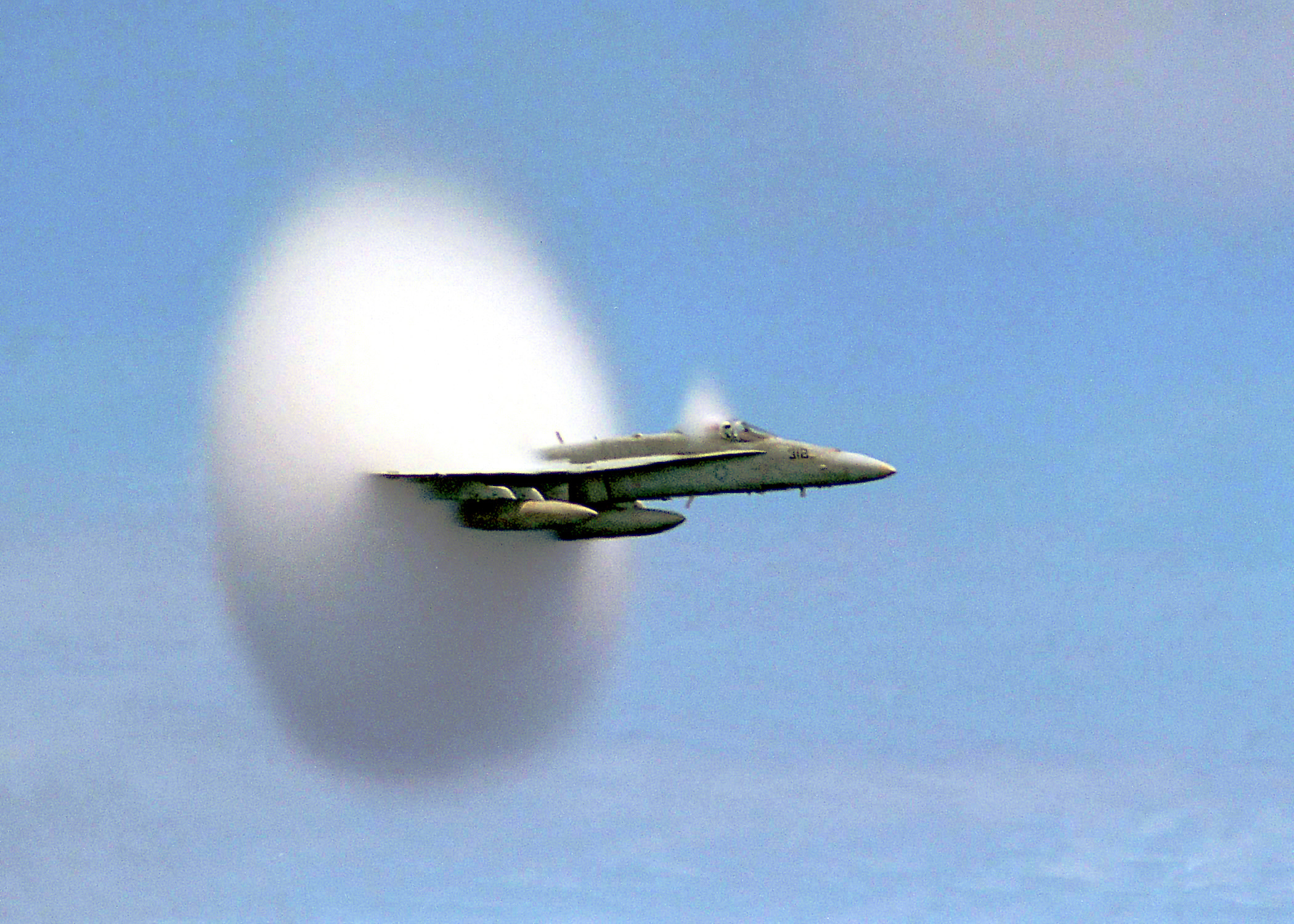
FA-18 Hornet ефект Прандля-Ґлоерта

Уда́рна хви́ля — область різкого стискання атмосферного тиску з висотою, яка у вигляді сферичної хвилі розповсюджується в усі боки від місця вибуху зі швидкістю, що перевищує швидкість звуку. Хвиля утворюється за рахунок величезної енергії, яка виділяється у зоні реакції, де температура винятково висока, а тиск досягає мільярдів атмосфер.
Ударна хвиля може завдати незахищеним людям і тваринам значних травм, контузій або навіть може призвести до їх загибелі. Безпосереднє ураження ударною хвилею виникає внаслідок дії надлишкового тиску та швидкісного напору повітря. Непряме ураження люди і тварини можуть отримати внаслідок ударів уламками зруйнованих будівель або уламків скла, каміння та інших предметів, що летять з великою швидкістю.